# Milkwater
Milkwater ist ein Film von Morgan Ingari, der erstmals ab Ende Mai 2020 beim Brooklyn Film Festival gezeigt wurde.

## Handlung
Die 20-jährige New Yorkerin Milo gerät langsam in Panik, weil ihre besten Freunde nach und nach ein Leben beginnen, an dem sie nicht mehr teilzuhaben scheint. Ihre beste Freundin Noor ist schwanger und bereitet sich gemeinsam mit ihrer Frau KJ auf die bevorstehende Mutterschaft vor. Ihr Mitbewohner George hat eine vielversprechende Beziehung mit Teddy begonnen. 
Als Milo den 52-jährigen Roger kennenlernt, einen schwulen Mann, der eine Drag-Bar betreibt, wo er unter dem Künstlernamen Angela Merkin auftritt, und dieser nach zwei abgelehnten Adoptionen und einer missglückten Leihmutterschaft die Hoffnung aufgegeben hat, jemals Vater zu werden, erklärt sie sich selbst als Eizellenspenderin bereit, auch, um ihrem Leben einen Sinn zu geben.

## Produktion
Der Filmtitel Milkwater findet sich in dem Gedicht The Consecrating Mother von Anne Sexton. Die mit dem Pulitzer-Preis ausgezeichnete US-Amerikanerin, die dafür bekannt ist, ganz offen über intime körperliche und emotionale Erfahrungen von Frauen zu schreiben, spricht in dem Gedicht von einer nackten Frau, deren Brüste im Mondlicht erstrahlen.
Regie führte Morgan Ingari, die auch das Drehbuch schrieb.
Von Ende Mai bis Anfang Juni 2020 wurde der Film beim Brooklyn Film Festival gezeigt und feierte hier seine virtuelle Premiere. Die nicht-virtuelle Weltpremiere erfolgt Mitte Juni 2020 beim Lighthouse International Film Festival, wo er im „socially distanced drive-in format“ gezeigt wird. Im September 2020 wurde er beim Atlanta Film Festival in der offiziellen Auswahl gezeigt, im Oktober 2020 beim Heartland Filmfestival. Am 20. Juli 2021 wird er in das Programm von Netflix aufgenommen.

## Auszeichnungen
Atlanta Film Festival 2020
- Nominierung im Wettbewerb

Nashville Film Festival 2020
- Nominierung im New Directors Competition (Morgan Ingari)[8]